# Voluptas
A római mitológiában Voluptas vagy Volupta Cupidó és Psziché nászából született lánya Apuleius szerint. A latin voluptas szó jelentése "öröm" vagy "gyönyör"; Voluptas az "érzéki örömök" istennőjeként ismert. Gyakran a Gráciák, azaz a Három Kegy társaságában ábrázolják.
Néhány római szerző említ egy Volupia nevű istennőt is, akinek a neve "készséget" jelenthet. Volupiának volt egy temploma, a Sacellum Volupiae, a Via Nova közelében, a Porta Romana mellett. Itt áldozatokat mutattak be Diva Angeronának.
A görög mitológiában Hédóné istennő a megfelelője.

## Venus, mint Voluptas
Venus az istenek és emberek vágya (hominum divomque voluptas). Itt a kettős birtokos szerkezet kulcsfontosságú. Venus nemcsak az istenek és emberek vágyának külső tárgya, hanem maga a vágy is. Így tehát egyszerre a vágy folyamata és tárgya. Egyszerre a gyönyör (voluptas) tárgya és a vágy alanya. Más szavakkal Venus a vágy/gyönyör immanens folyamata, amely önmagát vágyja. Az isteneket és embereket így a voluptas köti össze, amely egyformán áramlik át rajtuk, ahogyan azt ez a gyönyörű Homéroszi Himnusz Aphroditéhez kifejezi:

„Küproszi szép Küthereiát énekelem ma e dallal.

Édes ajándékot hoz az embernek, finom arcán

kedves rózsa-mosoly szalad és kivirágzik az isten

Üdv, istennő, őre a jólépült Szalamisznak

s Küprosznak, mit a tenger ölelget. Küldj nekem édes

dallamokat, s költök rólad majd verseket én még.”

– Homérosz

Az istenek transzcendenciája és az emberek immanenciája azonnal összeomlik a vágy kettős birtokos szerkezete által, amely mindkettőben immanens, és így mindkettőt egyetlen vágyfolyamat immanens kifejezéseként hozza létre. Ebben az értelemben az istenek és emberek már önmagukban is egy bennük lévő, elsődlegesebb vágyfolyamat kifejezései. Az akaratuk (voluptas) nem más, mint Venus immanens vágya, amely bennük és általuk nyilvánul meg.